# Fu Manchu (groupe)
Pour les articles homonymes, voir Fu Manchu (homonymie).
Fu Manchu est un groupe américain de stoner rock, originaire du sud de la Californie. Le premier single du groupe, Kept Between Trees, sort en 1990.

## Histoire
Fu Manchu est formé en 1987 comme groupe de punk hardcore sous le nom de Virulence. Le groupe comptait Kenn Pucci au chant, Scott Hill à la guitare, Greg McCaughey à la basse et Ruben Romano à la batterie. Leur premier LP, If This isn't a Dream..., sort en 1989 chez le label américain Alchemy Records. Puis, le groupe se rebaptise Fu-Manchu en 1990. Stabilisé par la suite autour de Hill, le nouveau soliste Eddie Glass, Romano à la batterie et Mark Abshire à la basse (vite remplacé par Brad Davis), Fu-Manchu publie Daredevil en 1995 et In Search of... en 1996 qui définissent les contours d'un rock puissant, lourd mais également très entraînant, à la différence de beaucoup d'autres groupes issus de la même mouvance. Ces deux albums permettent au groupe de se forger une solide réputation live et d'obtenir un vrai statut de cult band (groupe culte). 
Le tournant arrive en 1997, avec l'arrivée de Brant Bjork (ex Kyuss) à la batterie et Bob Balch à la guitare en remplacement de Glass et Romano (partis fonder Nebula). Balch et Bjork poussent le groupe à réaliser un album différent, à la production plus soignée : The Action is GO! qui est non seulement un bon moment de stoner/rock 'n' roll mais ouvre aussi le marché européen au groupe.
En décembre 2017, ils annoncent leur douzième album, Clone of the Universe, qui sort le 9 février 2018.
En mars 2024, Fu Manchu annonce leur treizième album studio, The Return of Tomorrow, un album double qui sort le 14 juin. Le single Hands of the Zodiac sort le même jour.

## Membres

### Membres actuels
- Scott Hill – guitare, chant (depuis 1985)
- Brad Davis – basse, chant (depuis 1994)
- Bob Balch – guitare (depuis 1996)
- Scott Reeder - batterie (depuis 2001)

### Anciens membres
- Ruben Romano – batterie, chant (1985–1996)
- Ken Pucci – chant (1985–1990)
- Mark Abshire – basse, chant (1985–1987, 1990–1994)
- Greg McCaughey – basse (1987–1990)
- Glenn Chivens – chant (1990)
- Scott Votaw – guitare (1990–1993)
- Eddie Glass – guitare (1993–1996)
- Brant Bjork – batterie (1996–2001)

## Discographie

### Albums studio
- 1994 : No One Rides for Free (Bong Load Records)
- 1995 : Daredevil (Bong Load Records)
- 1996 : In Search of... (Mammoth Records)
- 1997 : The Action Is Go (Mammoth Records)
- 1999 : (Godzilla's) Eatin' Dust (Man's Ruin Records)
- 1999 : King of the Road (Mammoth Records)
- 2001 : California Crossing (Mammoth Records)
- 2004 : Start the Machine (DRT Entertainment)
- 2007 : We Must Obey (Century Media Records)
- 2009 : Signs of Infinite Power (Century Media)
- 2014 : Gigantoid (At the Dojo Records)
- 2018 : Clone of the Universe (At the Dojo Records)
- 2024 : The Return of Tomorrow (At the Dojo Records)

### Compilation et albums live
- 1998 : Return to Earth 1991–1993 (Elastic Records)
- 2003 : Go for It... Live! (Steamhammer Records / SPV Records)
- 2019 : Live at Roadburn 2003 (At the Dojo Records)
- 2021 : A Look Back: Dogtown and Z-Boys (At the Dojo Records)